# Ushuaïa Ibiza Beach Hotel

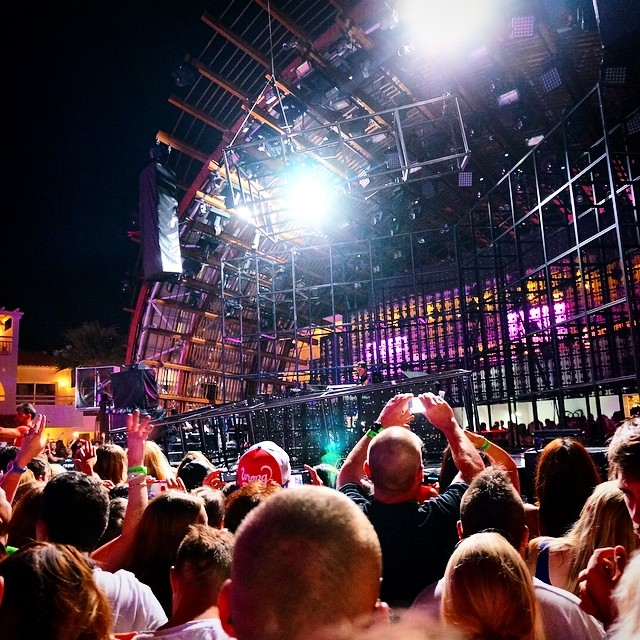
Avicii (2014)

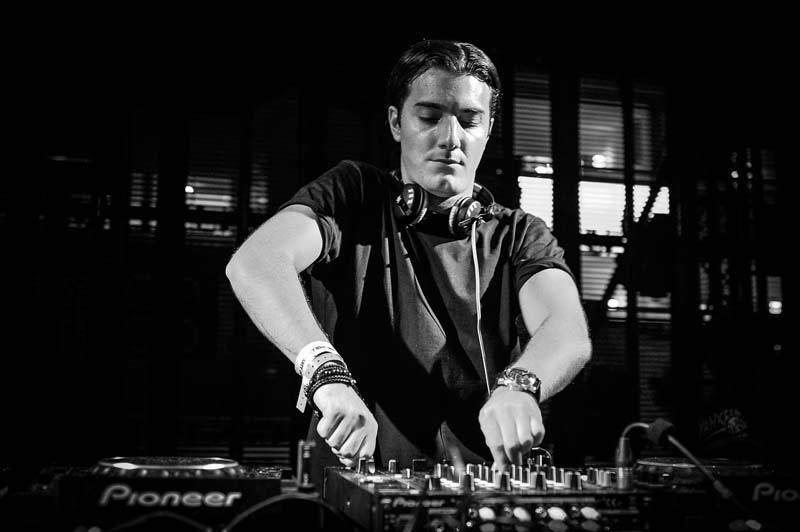
Alesso 2013.

Das Ushuaïa Ibiza Beach Hotel ist ein Luxushotel auf Ibiza im Ort Sant Jordi de ses Salines. Zielgruppe sind Partytouristen, da im Innenhof jeden Tag von 17 bis 23 Uhr zu elektronischer Tanzmusik gefeiert wird. Auswärtige können die Partys mit Eintrittspreis besuchen, die Hotelgäste haben freien Eintritt. Der Open-Air-Floor fasst bis zu 7866 Personen und verfügt über einen großen Pool und eine Bühne. Aufgetreten sind  DJs wie David Guetta, Avicii Letztes Konzert seiner Karriere 2016, Steve Aoki, Armin van Buuren, Hardwell, Martin Garrix.

## Geschichte
Ab 2007 betrieb der Franzose Yann Pissenem die Strandbar Ushuaïa am Strand von Platja d’en Bossa, etwa 400 Meter südlich des heutigen Hotels. Die Bar wurde zum Party-Hotspot, da dort DJs tagsüber auflegten. Nach einem Treffen mit dem Investor Abel Matutes der Palladium-Hotelgruppe wurde 2011 dann das U-förmige Luxushotel Ushuaïa Ibiza Beach Hotel aus dem renovierten Vorgängerhotel Fiesta gegenüber dem Club Space errichtet.
2013 wurde direkt neben dem Hotel das ruhiger gelegene Hotel Ushuaïa Tower errichtet.
2018 zählte das britische DJ Magazine das Ushuaïa auf Platz 2 in der Top-100-Clubs-Wahl.